# بول غارسيا
بول غارسيا (بالإسبانية: Pol García Tena) (18 فبراير 1995 في إسبانيا - ) هو رياضي ولاعب كرة قدم إسباني في مركز الدفاع. شارك مع منتخب إسبانيا تحت 17 سنة لكرة القدم. أما مع النوادي، فقد لعب مع إسبانيول ونادي برشلونة ونادي فيتشينزا ونادي كروتوني ونادي كومو ويوفنتوس.

## وصلات خارجية
- بول غارسيا على موقع قاعدة بيانات كرة القدم.إي يو (الإنجليزية)
- بول غارسيا على موقع Soccerway.com (الإنجليزية)
- بول غارسيا على موقع AS.com (الإسبانية)